# 13e armée (Japon)
Pour les articles homonymes, voir 13e armée.
La 13e armée (第13軍, Dai-jū-san gun) est une unité de l'armée impériale japonaise basée à Shanghai durant la Seconde Guerre mondiale.

## Histoire
La 13e armée est créée le 23 septembre 1939 sous le contrôle de l'armée expéditionnaire japonaise de Chine. Elle est basée à Shanghai et dans sa région et agit en tant que force de garnison pour maintenir l'ordre public et participer à des opérations de contre-insurrection conjointement avec l'armée collaborationniste chinoise du gouvernement réformé de la République de Chine, puis plus tard de son successeur, le gouvernement national réorganisé de la République de Chine.
Elle est ensuite chargée de dissuader d'éventuels débarquements des Alliés près de l'embouchure du Yangzi Jiang. Elle se rend aux forces du Kuomintang le 15 août 1945 lors de la reddition du Japon et est dissoute à Shanghai.

## Commandement

### Commandants
|   | Nom                                  | De                | À                |
| - | ------------------------------------ | ----------------- | ---------------- |
| 1 | Général Toshijiro Nishio             | 12 septembre 1939 | 26 octobre 1939  |
| 2 | Lieutenant-général Susumu Fujita     | 26 octobre 1939   | 2 décembre 1940  |
| 3 | Lieutenant-général Shigeru Sawada    | 2 décembre 1940   | 8 octobre 1942   |
| 4 | Lieutenant-général Sadamu Shimomura  | 8 octobre 1942    | 22 mars 1944     |
| 5 | Lieutenant-général Sajishige Nagatsu | 22 mars 1944      | 1er février 1945 |
| 6 | Lieutenant-général Takuro Matsui     | 1er février 1945  | 15 août 1945     |

### Chef d'état-major
|   | Nom                                | De                | À                  |
| - | ---------------------------------- | ----------------- | ------------------ |
| 1 | Lieutenant-général Shōzō Sakurai   | 4 septembre 1939  | 20 janvier 1941    |
| 2 | Lieutenant-général Masami Maeda    | 20 janvier 1941   | 19 septembre 1941  |
| 3 | Major-général Yasuo Karagawa       | 19 septembre 1941 | 1er décembre 1942  |
| 4 | Major-général Isami Kinoshita      | 1er décembre 1942 | 17 janvier 1944    |
| 5 | Lieutenant-général Shinnosuke Sasa | 17 janvier 1944   | 22 novembre 1945   |
| 6 | Major-général Toshi Yamamoto       | 22 novembre 1944  | 1er février 1945   |
| 7 | Major-général Akio Doi             | 1er février 1944  | 1er septembre 1945 |